# 安德鲁·玛尔
安德鲁·玛尔（英語：Andrew William Stevenson Marr, 1959年7月31日—）是一位英國廣播公司新聞记者、主持人。

## 生平
1959年出生于英国格拉斯哥，1981年毕业于剑桥大学三一学堂。同年进入《苏格兰人报》担任商业评论员、时事评论员。先后进入《独立报》、《每日快报》、《观察家报》和《经济学人》。2000年进入英國廣播公司新聞担任政治评论员，2005年主持英國廣播公司新聞新闻节目。

## 著作
- 《BBC世界史》，天津人民出版社，2016年11月，ISBN 9787201108810
- 《现代英国史》，东方出版社，2020年2月，ISBN 9787520711722
- 《现代英国的形成》，东方出版社，2020年7月，ISBN 9787520714907